# Ерко D.H.2
Ерко D.H.2 (фр. Airco D.H.2) је британски ловац-извиђач. Први лет авиона је извршен 1915. године. 

Највећа брзина у хоризонталном лету је износила 150 km/h. Размах крила је био 8,61 метара а дужина 7,68 метара. Маса празног авиона је износила 428 килограма, а нормална полетна маса 654 килограма. Био је наоружан са једним митраљезом калибра 7,7 милиметара Луис.

## Наоружање
| Наоружање авиона: Ерко         |     |
| Ватрено (стрељачко) наоружање  |     |
| Топ                            |     |
| Митраљез                       |     |
| Број и ознака митраљеза        | 1   |
| Калибар                        | 7,7 |
| Бомбардерско наоружање (бомбе) |     |
| Ракетно наоружање (ракете)     |     |